# أرشيبالد جي. مكارثر
أرشيبالد جي. مكارثر هو سياسي كندي، ولد في 21 فبراير 1857 في إيونا في المملكة المتحدة، وتوفي في 5 يونيو 1911. انتخب عضو الجمعية التشريعية في ألبرتا ‏.